# Şefiqa Gasprinskaya
Şefiqa Gasprinskaya sau Gaspıralı (în rusă Шефика Исмаиловна Гаспринская, transliterat: Șefika Ismailovna Gasprinskaia; n. 14 octombrie 1886, Bahcisarai, gubernia Taurida, Imperiul Rus – d. 31 august 1975, Istanbul, Turcia) a fost o activistă, lider al mișcării feministe tătare crimeene, redactor-șef al primei reviste pentru femei din Crimeea și deputat al Republicii Democratice Crimeea.

## Tinerețe
Tatăl lui Şefiqa Gasprinskaya a fost İsmail Gasprinski (1851-1914), gânditor, editor, om politic și reformator tătar crimeean, unul dintre liderii mișcării de deșteptare culturală și politică turcă de la începutul secolului al XX-lea. Mama ei a fost Zühre Gaspıralı, din dinastia Akçora. Şefiqa a avut patru frați (Refat, Danyal, Mansur, Haydar) și trei surori (Behiye, Leyla, Nigar).
A învățat să citească și să scrie de la tatăl ei. Apoi și-a continuat educația la școala „Usûl-ü Cedit” („Noua Metodă”) a tatălui. Acesta a acordat o atenție deosebită educației lui Şefiqa față de frații și surorile ei. Mama a murit când tânăra avea 17 ani. Ca urmare, ea și-a asumat responsabilitățile gospodăriei.

## Cariera de jurnalist
În ciuda grijilor gospodărești, ea a avut o contribuție importantă, ca asistentă a tatălui ei, în gestionarea publicațiilor ziarului Terciman⁠(d) („Traducătorul”), a corespondenței și traducerii din limba rusă, precum și a sarcinilor poștale și de distribuție. În 1903, ea a scris primul său articol în Terciman.
În acest timp, a făcut cunoștință cu Nasib bey Yusifbeyli din Gandja, un tânăr azer, care era un oaspete frecvent în casa lui Gasprinski. Corespondența ei pe teme politice cu Yusifbeyli s-a transformat cu timpul în mesaje intime și cei doi s-au căsătorit în 1906.

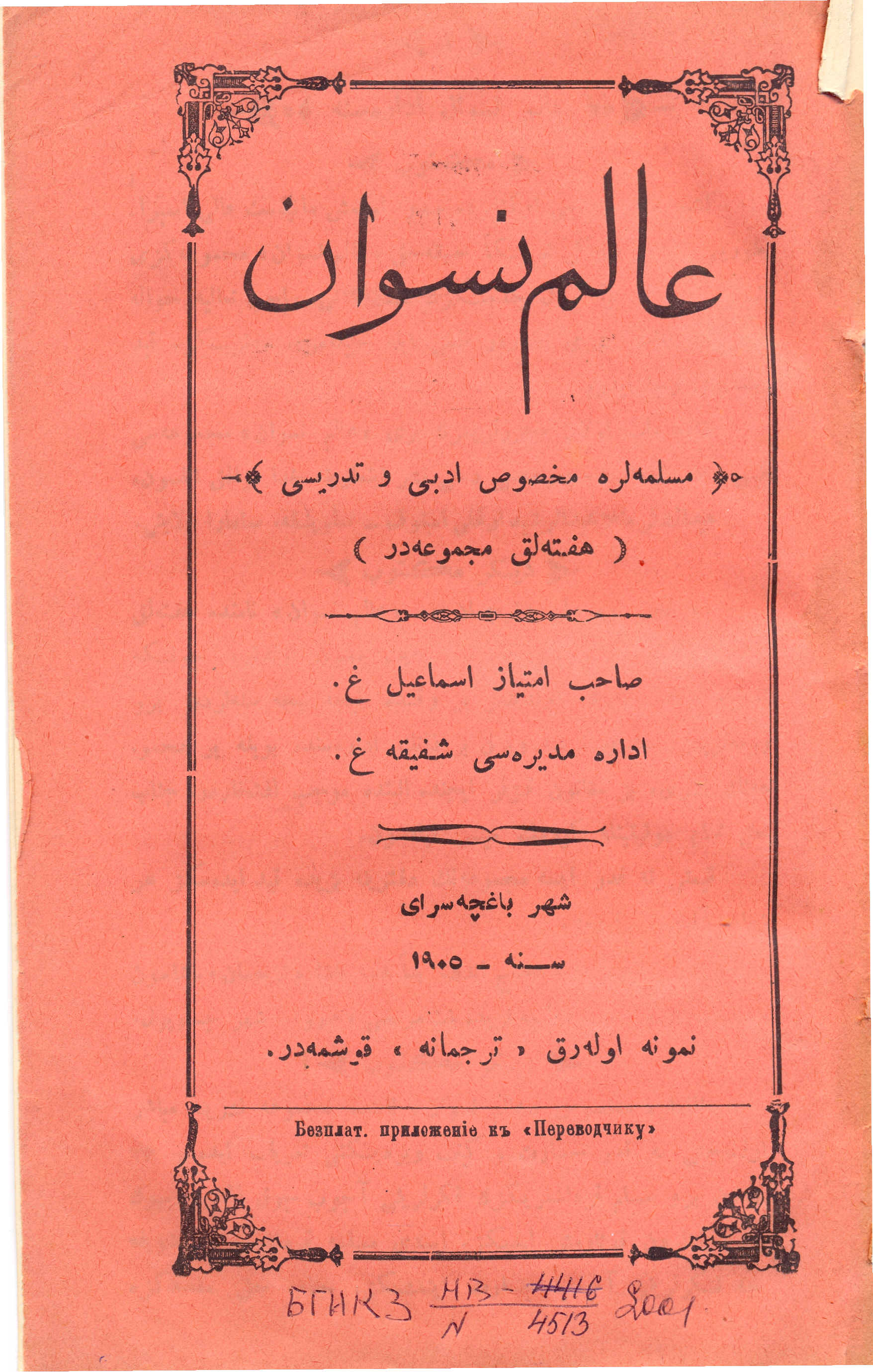
Coperta revistei Alem-i Nisvan („Lumea femeilor”; 1906-1912)

İsmail Gasprinski a fondat revista Alem-i Nisvan („Lumea femeilor”) în 1906, după ce a înțeles că Terciman era un instrument inadecvat pentru îmbunătățirea statutului social scăzut al femeilor din Rusia, educația femeilor și ocuparea forței de muncă. Şefiqa a fost numită șeful revistei. Articole publicate au informat, încurajat și organizat femeile turcice, oferind informații detaliate despre femei și mișcările femeilor din lumea turcă și islamică.
În 1908 a născut o fiică, Zöhre, iar un an mai târziu un fiu, Niyazi. În aceeași perioadă, ea și-a asumat, împreună cu soțul ei Nasib și fratele mai mare Rıfat, pe deplin administrarea ziarului Terciman.
În 1912, Şefiqa și soțul ei s-au mutat în Gandja după închiderea revistei Alem-i Nisvan. La sfârșitul aceluiași an, ea s-a întors în Crimeea, deoarece nu s-a găsit nimeni care să se ocupe de ziarul Terciman. İsmail Gaspıralı a murit la 11 septembrie 1914.

## Activism pentru drepturile femeii și politică
Femeile turcice care trăiau în Imperiul Rus erau excluse din viața socială, politică, culturală și economică, fiind neglijate și lipsite de educație. Şefiqa a fost unul dintre pionierii feminismului în aceste condiții nefavorabile.
În 1917 a devenit unul din primii deputați ai Congresului Republicii Democratice Crimeea, obținând acest post datorită influenței pe care o avea în calitate de redactor-șef al revistei Alem-i Nisvan. Ea a făcut parte, de asemenea, din delegația Crimeei la Congresul Tuturor Musulmanilor din Rusia⁠(d) la Moscova.
Şefiqa Gasprinskaya a aspirat să ofere femeilor turcice drepturi juridice, sociale și culturale egale într-o administrație și societate dominată de bărbați. Lupta pentru drepturile femeilor era avantajată în Crimeea față de regiunile vecine din două puncte de vedere. În primul rând, în Crimeea luase naștere mișcarea pentru inovație și modernizare condusă de İsmail Gasprinski. În al doilea rând, spre deosebire de Caucaz și Turkistan, în Crimeea femeile nu erau (sau erau mai puțin) obligate să poarte văl și să participe în poligamie. Cu toate acestea, când a început revoluția din 1917, în Crimeea nu exista decât o singură organizație a femeilor – Taze Hayat Cemiyet („Societatea unei noi vieți”) în Ialta. Eforturile lui İsmail Gasprinski aveau rezultate modeste; pentru a obține un succes palpabil era nevoie de un lider-femeie. Intelectualitatea feminină lucra în organizația centrală a comitetelor de femei. Şefiqa era considerată liderul lor. Ea încerca să încurajeze femeile să-și intensifice activitățile prin stabilirea de contacte. Deopotrivă cu ea, în această direcție activau și İlhamiye Toktar, Ayşe İshak și Hatice Avcı. Filialele din Bahcisarai și Akmescit (Simferopol) ale acestor comitete au fost conduse nemijlocit de Şefiqa. O altă funcție a ei a fost calitatea de membru al Consiliului Local al orașului Bahcisarai, în care a fost aleasă democratic. În această perioadă, a fost nominalizată și la funcția de primar al orașului Bahcisarai, dar a refuzat din lipsă de timp.

## Părăsirea Crimeei
În 1919, Şefiqa Gasprinskaya s-a refugiat din Crimeea în Azerbaidjan împreună cu cei doi copii ai săi, altfel risca să fie executată. Doi ani mai târziu, Republica Democrată Azerbaidjan a fost ocupată de Armata Roșie. Soțul ei, prim-ministrul Azerbaidjanului⁠(d) Nasib bey Yusifbeyli (în funcție din 14 aprilie 1919 până la 1 aprilie 1920) a fost împușcat la 31 mai 1920. Memduh Şevket (Esendal), reprezentantul de la Baku al Marii Adunări Naționale a Turciei, a ajutat-o pe Şefiqa să scape de moarte pentru a doua oară.

## Emigrarea în Turcia
Cu documente otomane false oferite de Memduh Şevket, Şefiqa Gasprinskaya a emigrat cu cei doi copii ai săi într-un tren care transporta soldați turci captivi și muniție în Turcia. Ea a luat cu ea o mare arhivă de documente.
A ajuns în Turcia la vârsta de 35 de ani și a locuit acolo timp de 54 de ani. Pentru a-și câștiga pâinea în noul loc de trai, pentru început a vândut câteva bijuterii ale mamei. Apoi, a lucrat o scurtă perioadă la un spital. Ulterior, a fost cusătoreasă și a luat lecții de dactilografie. A lucrat ca director al „Daru’l-eytam” („Orfelinat” – instituție pentru protecția copilului). După închiderea orfelinatului, a rămas din nou șomeră. Din cauza sărăciei, și-a vândut chiar și ceasul de mână. În cele din urmă, și-a găsit un loc de muncă temporar cu un salariu lunar de 40 de lire turcești. Trei frați ai săi erau și ei la Istanbul. Fratele Cevdet Mansur, student la o universitate din oraș, a locuit într-un cămin studențesc pentru a nu fi o povară pentru Şefiqa. Un alt frate, Haydar Ali, student la Facultatea de Medicină, a rămas cu Şefiqa până la absolvire. Sora Nigar era căsătorită cu un oarecare Süleyman. Fratele Rifat a murit în decembrie 1925 în Crimeea. Şefiqa nu a putut să-i ajute nicidecum pe fiica lui Rifat și soțul acesteia.
Şefiqa Gasprinskaya și-a continuat, totuși, activitățile sociale și culturale în Turcia. După ce a lucrat ca director al orfelinatului și a avut un rol activ în diaspora tătarilor crimeeni⁠(d), în 1930 ea a fondat și a condus „Kırım Tatar Kadınlar Birliği” („Uniunea femeilor tătare crimeene”). Timp de mai mulți ani a servit în Semiluna Roșie⁠(d) („Kızılay” – organizație subsidiară a Mișcării Internaționale de Cruce Roșie și Semilună Roșie). De asemenea, a scris articole pentru Revista Crimeea și revista Emel. Și-a propus să publice o carte, semi-autobiografie, despre mișcarea femeilor turcice din Rusia.
Şefiqa Gasprinskaya a decedat la Istanbul la 31 august 1975. A fost înmormântată la cimitirul Zincirlikuyu⁠(d) în urma unei slujbe religioase ținute la Moscheea Şişli⁠(d).